# I Don't Want to Be
"I Don't Want to Be" é uma canção de Gavin DeGraw a partir de seu álbum de estreia de 2003 Chariot. Foi lançada como single na Austrália em 2004, e no Reino Unido em 2005.
O single é o maior hit de Gavin até hoje, principalmente devido à sua aparição em One Tree Hill, do qual a canção é o tema de abertura. A canção atingiu a 10.ª posição Billboard Hot 100, e foi certificado como dupla platina, tendo vendido mais de 2 milhões downloads pagos.

## Lista de canções (CD-Single)
- 1 - "I Don't Want to Be" (Versão do álbum)
- 2 - "I Don't Want to Be" (Versão Stripped)
- 3 - "Just Friends" (Versão do álbum )
- 4 - "I Don't Want to Be" (Videoclipe)

## Desempenho comercial

### Paradas musicais
| Parada musical (2005)                    | Melhor posição |
| ---------------------------------------- | -------------- |
| Austrália (ARIA)                         | 19             |
| Alemanha (German Singles Chart)          | 99             |
| Estados Unidos (Adult Pop Songs)         | 9              |
| Estados Unidos (Billboard Digital Songs) | 14             |
| Estados Unidos (Billboard Hot 100)       | 10             |
| Estados Unidos (Pop Songs)               | 1              |
| Irlanda (Irish Singles Chart)            | 25             |
| Noruega (Norway Singles Chart)           | 6              |
| Nova Zelândia (RIANZ)                    | 30             |
| Países Baixos (Dutch Top 40)             | 13             |
| Reino Unido (UK Singles Chart)           | 38             |
| Suécia (Swedish Singles Chart)           | 15             |
| Suíça (Swiss Music Charts)               | 46             |

| País           | Associação | Certificação | Vendas   |
| -------------- | ---------- | ------------ | -------- |
| Estados Unidos | RIAA       | Ouro         | 500,000+ |